# 2713 Luxembourg
A 2713 Luxembourg (ideiglenes jelöléssel 1938 EA) a Naprendszer kisbolygóövében található aszteroida. Eugene Joseph Delporte fedezte fel 1938. február 19-én.